# Ceggia
Ceggia là một thị trấn nằm tại thành phố đô thị Venice ở Veneto, miền bắc nước Ý. Dân số thị trấn này vào năm 2017 là 6129 người.

## Dân số
Tính đến hết tháng 12 năm 2018, dân số trong thị trấn là 6110 người. Con số này có xu hướng giảm theo từng năm.
Tại ngày 31 tháng 12 năm 2018, có 610 người nước ngoài cư trú trong thị trấn, chiếm 9,98% dân số. Nhóm người đó bao gồm:
- Albania: 133 người
- Rumani: 102 người
- Maroc: 60 người
- Nigeria: 45 người
- Ukraine: 43 người
- Moldova: 36 người
- Bắc Macedonia: 25 người